# Rebound Ace
El Rebound Ace es un tipo de pista de tenis dura, cuya composición incluye goma de poliuretano y fibra de vidrio (entre otros) en la capa superior y asfalto u hormigón en la inferior. Se creó para su uso en pistas de tenis, siendo el Abierto de Australia el torneo más conocido en utilizar este tipo de superficie. Es fabricado por la compañía Rebound Ace® Sports Pty Ltd, con sede en Brisbane, Australia. La fricción de la superficie puede ser modificada incrementando o decreciendo la cantidad de arena de la capa superior, lo que permite personalizar el bote de la pelota y la velocidad de la pista.
Durante su utilización en el Abierto de Australia entre 1988 y 2007, surgieron varias controversias respecto a la superficie. Al momento de su implementación fue señalada como la superficie del futuro pero a lo largo de los años aparecieron las críticas de los jugadores, muchos de ellos argumentando que se volvía muy "pegajosa" cuando la temperatura era elevada lo que produjo muchos abandonos por torcedura de tobillos (entre ellos los de Gabriela Sabatini en 1992 y Carlos Moyá). Otro de los aspectos controvertidos fue la variación de la velocidad de la superficie, cambiando mucho el bote de la pelota entre el día (con temperaturas de hasta 42 °C) y la noche. También se notó la variación en años diferentes. En el año 2000, fue calificada por los jugadores como muy rápida, por lo que al año siguiente se trató de compensar y las pelotas se hacían muy lentas y los botes casi al nivel de una pista lenta. 
La lentitud de la superficie generó las críticas del ídolo local, Lleyton Hewitt, quien no veía favorecido su juego en una pista tan lenta. Finalmente, en 2008, se decidió cambiar a un nuevo tipo de superficie dura denominada Plexicushion, que no varía tanto con las temperaturas elevadas y reduce el riesgo de lesiones.